# ギジェ・ロサス
ギジェルモ・"ギジェ"・ロサス・アロンソ（Guillermo "Guille" Rosas Alonso、2000年5月17日 - ）は、スペイン・アストゥリアス州ヒホン出身のサッカー選手。セグンダ・ディビシオン・スポルティング・デ・ヒホン所属。ポジションはDF。

## クラブ経歴
2009年に地元クラブのスポルティング・デ・ヒホンのカンテラに加入以降、プロデビューまでを同クラブで経験した。
スポルティング・ヒホンでのトップチームデビューは2020年10月11日に行われたレアル・オビエドとのアストゥリアス・ダービーであり、ボグダン・ミロヴァノフとの途中交代だった。年が明けた2月1日、クラブとの契約を2025年まで延長し、正式にトップチームへと昇格した。

## 個人成績
2023年6月20日現在
| クラブ                  | シーズン     | リーグ戦       | リーグ戦 | リーグ戦 | 国内カップ戦 | 国内カップ戦 | 通算 | 通算 |
| クラブ                  | シーズン     | ディヴィジョン | 出場     | 得点     | 出場         | 得点         | 出場 | 得点 |
| ----------------------- | ------------ | -------------- | -------- | -------- | ------------ | ------------ | ---- | ---- |
| スポルティング・ヒホンB | 2019-20      | セグンダB      | 13       | 2        | -            | -            | 13   | 2    |
| スポルティング・ヒホン  | 2020-21      | セグンダ       | 22       | 0        | 0            | 0            | 22   | 0    |
| スポルティング・ヒホン  | 2021-22      | セグンダ       | 19       | 0        | 1            | 0            | 20   | 0    |
| スポルティング・ヒホン  | 2022-23      | セグンダ       | 35       | 1        | 3            | 0            | 38   | 1    |
| スポルティング・ヒホン  | クラブ通算   | クラブ通算     | 76       | 1        | 4            | 0            | 80   | 1    |
| キャリア通算            | キャリア通算 | キャリア通算   | 89       | 3        | 4            | 0            | 93   | 3    |